# Criotrónica
La criotrónica es la producción de electrónica basada en la superconductividad.

## Etimología
Se relaciona con la crioelectrónica, y que hace referencia a los superconductores, pero igualmente, haca referencia a la criogenia, griego κρύος [kryos], ‘frío’, y γενεια [geneia], ‘generación’) 

## Definición y desarrollo
Es el conjunto de técnicas utilizadas para enfriar un material a la temperatura de ebullición del nitrógeno o a temperaturas aún más bajas. La temperatura de ebullición del nitrógeno, es de 77,36 K (o lo que es lo mismo −195,79 °C) se alcanza sumergiendo a una muestra en nitrógeno líquido. El uso de helio líquido en lugar de nitrógeno permite alcanzar la temperatura de ebullición de éste, que es de 4,22 K (−268,93 °C).
Pero la relación más interesante de este término,  además de su nexo práctico con la criogenia, es el relativo a la hibernación, aunque en esencia pueden ser considerar sinónimos, pero ambos vocablos,  se diferencian de que la criogenia es de material no biológicos y la hibernación, específicamente es cuando se refiere a la baja temperatura de organismos vivos. Se debe decir además,   que esta dos palabras, incluyen a la criotrónica, tienen concordancia con sus fines tecnológicos, fisiológico, médicos, y científicos de ahí a que se pueda decir,  en la práctica, la relación es mutua con la hibernación y viceversa. 
Por lo tanto, se habla de hibernación y de acuerdo con expertos,  es una época en que el metabolismo de los animales se hace lento hasta un nivel muy bajo. Por eso, tienen que almacenar una reserva en sus cuerpos mientras duran los tiempos más cálidos. Además, la temperatura corporal y la frecuencia respiratoria son inferiores a lo normal, y tienen que usar gradualmente las reservas energéticas almacenadas.
Se conoce la hibernación de animales famosos como el oso pero otros mucho menores tales como pequeños roedores, la marmota, la ardilla, el ‘ gerbe’ una rata-canguro de los desiertos de Nuevo México también imitan a los mamíferos pesados. Otros insectívoros como el topo se duermen también esperando días mejores. Incluso existen pájaros hibernantes que caen también en una especie de letargo durante el invierno.
Así mismo, tanto la hibernación, y en este sentido la criotrónica, si la referimos a la conservación de órganos de seres vivos y/o biológicos es un estado muy especial que no suele estar con frecuencia en los tratados. La frecuencia cardiaca y el oxígeno disminuyen. El corazón de una marmota pasa en dos días de 80-95 pulsaciones por minuto a 8-10 y su consumo de oxígeno es una veinteava parte cuando se duerme. El animal no necesita consejo médico para aguantar la época de sueño. Hay algunos mamíferos cuya temperatura corporal normal es de 37 °C y la hace descender naturalmente a 6. Los animales son en resumen un termostato fisiológico.
¡Extraordinaria capacidad la de los animales que bien quisiéramos los humanos! decía Raphael Dubois pionero de la investigación científica sobre la hibernación cuya obra ‘ Fisiología comparada de la marmota’ escrita hace un siglo, es todavía libro de consulta.
La hibernación de un animal de sangre caliente es muy parecida a la que el humano podría tener y muy diferente a la letargia invernal de un reptil o de una rana. Esta última no necesita de reservas lipídicas y no duerme como un oso en invierno. La grasa de esos animales de sangre caliente sirve en parte de combustible para calentarse y también para reemplazar el agua que pierde en el funcionamiento de los riñones y pulmones.
La hibernación es una adaptación a las condiciones ambientales más difíciles: frío extremo y falta de comida. La hibernación no es la misma en el Atlas marroquí donde los inviernos son muy rudos que en Túnez, por ejemplo. Los espermófilos (pequeños roedores de América del Sur) varían su época y su duración respecto a sus parientes de Alaska. En las zonas desérticas de África o de Asia hay muchos animales que escapan al rigor del calor en días de sequía, refugiándose en una especie de letargo hasta que llegan días mejores.
También es cierto que los invernantes ni esperan a los primeros fríos para prepararse ni tampoco a una primavera brillante para despertar. La marmota por ejemplo, desde el fondo de su guarida aislada de invierno sabe que la primavera está próxima. Y sale a la superficie cuando todavía hay nieve en los altos y quema la grasa residual antes de encontrar de qué alimentarse. Eso hace afirmar a los científicos que los animales obedecen a un reloj interno que el hombre ha perdido.
Según el profesor Roland C. Aloia el misterio sería una sustancia capaz de poner en marcha el reloj interno. Y es sobre la base de esta hipótesis en que se trabaja actualmente en medicina para encontrar la ‘ hormona de la hibernación’ el sueño más viejo y más nuevo de la medicina moderna. Se trata de una hipótesis de trabajo.
Si la hormona de hibernación lograra aislarse y ser identificada, las aplicaciones eventuales serían inmensas: medicamentos para adelgazar, por ejemplo, ya que el hombre perdería el apetito y quemaría sus grasas como el animal; o bien el antibiótico ideal porque se ha observado que en estado de hibernación el animal resiste a todas las infecciones, lo que no aguanta en estado normal. En cardiología como todos los operados a corazón abierto se tienen que someter a una baja de temperatura corporal de 26 o 27 grados y su sangre circula en una máquina fuera de su cuerpo. La hibernación permitiría aligerar el proceso y evitar los peligros.
Un paso en esa dirección es el que se ha dado ahora en la Universidad de Seattle, si bien las primeras aplicaciones previsibles serán médicas más que espaciales. Los investigadores de la Universidad de Washington, dirigidos por el doctor Marc Roth, pusieron a los ratones en una cámara en la que el aire tenía 80 partes por millón de sulfuro de hidrógeno (un compuesto del azufre que tiene un olor desagradable), tal como explican en la revista Science.